# Siturile din Iran înscrise în lista Patrimoniului Mondial
Siturile Patrimoniului Mondial al Organizației Națiunilor Unite pentru Educație, Știință și Cultură (UNESCO) sunt locuri de importanță pentru patrimoniul cultural sau natural, așa cum este descris în Convenția Patrimoniului Mondial UNESCO, stabilită în 1972.  Iranul a acceptat convenția la 26 februarie 1975, făcându-și siturile istorice eligibile pentru includerea pe listă. Începând cu 2021, sunt incluse douăzeci și șase de site-uri din Iran (24 de siturisunt de patrimoniu cultural și 2 sunt de patrimoniu natural). 
Primele trei situri din Iran, Piața Meidan Naghshe Jahan din Isfahan, Persepolis și Chogha Zanbil, au fost înscrise pe listă la a treia sesiune a Comitetului Patrimoniului Mondial, desfășurată la Paris, Franța în 1979. Ele au rămas singurele proprietăți listate din Republica Islamică până în 2003, când Takht-e Soleyman a fost adăugat pe listă. Cea mai recentă adăugare a fost pădurile hircaniene, înscrise în 2019.
Pe lângă site-urile sale înscrise, Iranul listează și peste 50 de proprietăți pe lista sa tentativă.

## Siturile de Patrimoniu Mondial
Sit; conform denumirii oficiale date de către Comitetul Patrimoniului Mondial 
Localizare; la nivel de oraș, regiune sau provincie, și geocoordonate
Criterii; așa cum sunt definite de Comitetul Patrimoniului Mondial 
Zona; in hectare si acri. Dacă este disponibilă, a fost notată și dimensiunea zonei tampon. Lipsa acestei valori implică faptul că aceste date nu au fost publicate de UNESCO
Anul; momentul în care situl a fost înscris în Lista Patrimoniului Mondial
Descriere; informații pe scurt despre site, inclusiv motivele pentru calificarea ca site pe cale de dispariție, dacă este cazul.
| Sit | Imagine | Locație | Criterii                       | Zona ha (acri)                       | An   | Descriere |
| --- | ------- | --- | ------------------------------ | ------------------------------------ | ---- | --- |
| Ansamblurile monahale armene din Iran |         | Provincia Azerbaidjanului de Vest38°58′44″N 45°28′24″E / 38.97889°N 45.47333°E                                               | Cultural: (ii)(iii)(vi)        | 129 hectarei (320 acri)              | 2008 | Este un complex de trei biserici armene (Biserica Qara, Biserica Sf. Ștefan și Biserica Zor Zor). Aceste biserici au fost fondate între secolele al VII-lea și al XIV-lea d.Hr. și au fost reconstruite de mai multe ori de-a lungul timpului. |
| Bam și peisajul său cultural |         | Provincia Kerman 29°07′00″N 58°22′00″E / 29.11667°N 58.36667°E                                                               | Cultural: (ii)(iii)(iv)(v)     | —                                    | 2004 | Cetatea Bam este situată în nord-est și este alipită atașată orașului Bam din provincia Kerman, în vecinătatea Drumului Mătăsii și, conform mai multor narațiuni, aparține perioadei parților sau ahemenizilor. Până la sfârșitul perioadei Qajar, cetatea Bam era încă locuită. Acest celebru monument istoric a fost distrus în cutremurul cu o magnitudine de 6,6, care a zguduit orașul Bam la 5:26 AM pe 26 decembrie 2003. |
| Bisotun |         | Provincia Kermanshah 34°23′18″N 47°26′12″E / 34.38833°N 47.43667°E                                                           | Cultural: (ii)(iii)            | 187 hectarei (460 acri)              | 2006 | Inscripția Bisotun este cea mai mare inscripție din lume, primul text cuneiform iranian cunoscut și una dintre lucrările dinastiei Ahemenide (520 î.Hr.), situată în orașul Harsin, la 30 km de Kermanshah, pe versanții muntelui Bisotun. Inscripția este unul dintre cele mai importante și celebre documente din istoria lumii și cel mai important text istoric din perioada ahemenidă, care arată victoria lui Darius cel Mare asupra Magilor Gomatus și tirania răsculaților.                                                           |
| Peisajul cultural din Meymand |         | Provincia Kerman 30°10′05″N 55°22′32″E / 30.16806°N 55.37556°E                                                               | Cultural: (v)                  | 4.954 hectarei (12.240 acri)         | 2015 | Meymand este un sat stâncos cu o vechime de câteva mii de ani. Această clădire este, fără îndoială, una dintre primele așezări umane din Iran. Satul Meymand are un total de 406 ulicioare și 2560 de odăi. Locuitorii acestui sat au obiceiuri speciale, iar cuvinte pahlavi din perioada Sasanidă sunt încă folosite în limba și dialectul lor. |
| Peisajul cultural din Uramanat |         | Provincia Kurdistan | Cultural: (iii)(v)             | 106 hectarei (260 acri)              | 2021 | Uraman este numele regiunilor istorice cu obiceiuri deosebite din provinciile Kurdistan și Kermanshah. Aceste sate au trăsături unice din punct de vedere al arhitecturii, stilului de viață și agriculturii, iar prin combinarea agriculturii pe pante abrupte, s-au integrat cu natura. |
| Gonbad-e Qābus |         | Provincia Golestan 37°15′29″N 55°10′08″E / 37.25806°N 55.16889°E                                                             | Cultural: (i)(ii)(iii)(iv)     | 1 hectare (2,5 acri)                 | 2012 | Domul Qabus este o clădire istorică din anul 1006-7, cu arhitectură în stil Razi.Este cel mai înalt turn din cărămidă din lume, care a fost construit în timpul domniei lui Qabos bin Vashmgir în orașul Hyrkani, care a fost capitala regiunii din acea vreme. |
| Palatul Golestan |         | Teheran35°40′47″N 51°25′13″E / 35.67972°N 51.42028°E                                                                         | Cultural: (ii)(iii)(iv)        | 5,3 hectarei (13 acri)               | 2013 | Clădirile acestui palat au fost construite în perioade diferite și au făcut parte din istorica cetate regală. Construcția sa datează din vremea lui Shah Tahmasb I, iar părțile sale principale au fost construite în interiorul vechiului zid al Teheranului și s-au extins în perioada Qajar, fiind reședința regilor Qajar. |
| Deșertul Lut |         | Provinciile Kerman și Sistan și Baluchestan 30°12′58″N 58°50′20″E / 30.21611°N 58.83889°E                                    | Natural: (vii)(viii)           | 2.278.012 hectarei (5.629.090 acri)  | 2016 | Acest sit este primul monument natural al Iranului. Istoria civilizației de peste cinci mii de ani din regiunea deșertului Lut și descoperirea a aproximativ trei mii de monumente și obiecte istorice în această zonă o fac unică în lume. Dintre elementele arheologice descoperite care putem aminti steagul de cinci mii de ani al lui Shahdad, care este cel mai vechi steag din lume. |
| Peisajul arheologic sasanid din Provincia Fars (Bishabpur, Firouzabad, Sarvestan) |         | Fars Province 29°46′39″N 51°34′14″E / 29.77750°N 51.57056°E                                                                  | Cultural: (ii)(iii)(v)         | 639,3 hectarei (1.580 acri)          | 2018 | Obiectele istorice din epoca sasanidă descoperite în orașele Firouzabad, Kazerun și Sarvestan au fost înregistrate într-un singur dosar. Aceste descoperiri includ orașul antic Bishapour, Peștera Shapur, palatul Sasanid din Sarvestan, orașul antic Ardeshir Khoreh, palatul Ardeshir Babakan, cetatea Qala-e Dokhtar, basorelieful lui Deyhimdari și basorelieful victoriei lui Ardeshir asupra lui Ardavan. |
| Moscheea Jāmeh din Isfahan |         | Isfahan, Provincia Isfahan 32°40′11″N 51°41′07″E / 32.66972°N 51.68528°E                                                     | Cultural: (ii)                 | 2,0756 hectarei (5,129 acri)         | 2012 | Această moschee este una dintre cele mai importante și mai vechi clădiri religioase din Iran. Este compusă din diverse părți, cum ar fi cupola lui Nizam-ol-Molk, cupola Taj-ol-Molk, împreună cu patru pridvoruri cu nave, Școala Mozaffari, altarul Oljaito, etc fiecare dintre acestea reprezentând un stil arhitectural islamic dintr-o anumită perioadă. Stilul arhitectural al moscheii este stilul Razi. Această clădire reflectă arta bizantină și clasică, dar sub forma unei clădiri tradiționale islamice.                         |
| Piața Naqsh-e Jahan |         | Isfahan, ProvinciaIsfahan 32°39′27″N 51°40′40″E / 32.65750°N 51.67778°E                                                      | Cultural: (i)(v)(vi)           | —                                    | 1979 | \| Piața Naqsh-e Jahan este o piață dreptunghiulară de dimensiuni impresionante din orașul Isfahan, care este înconjurată de clădiri din perioada dinastiei Safavide. Piața Naqsh-e Jahan (harta lumii, în traducere) a fost înființată în forma sa actuală în timpul domniei lui Shah Abbas Safavid. Monumentele istorice din Piața Naqsh-e Jahan includ Palatul Aliqapou, Moscheea Șahului, Moscheea Sheikh Lotfollah și Poarta Qeysariyeh. \|                                                                                              |
| Pasargadae |         | Provincia Fars 30°11′38″N 53°10′02″E / 30.19389°N 53.16722°E                                                                 | Cultural: (i)(ii)(iii)(iv)     | 160 hectarei (400 acri)              | 2004 | Este un complex de monumente antice rămase din perioada ahemenidă. Acest complex include structuri precum mormântul lui Cirus cel Mare, grădina regală din Pasargadae, poarta palatului, podul, palatul public, palatul privat, două pavilioane, fântânile grădinii regale, mormântul lui Cambyses, fortificațiile Tal Takht, caravanseraiul Mozaffari, altarul sfânt, etc. |
| Persepolis |         | Provincia Fars 29°56′04″N 52°53′25″E / 29.93444°N 52.89028°E                                                                 | Cultural: (i)(iii)(vi)         | 12,5 hectarei (31 acri)              | 1979 | Persepolis sau Parseh, care se află în orașul Marvdasht din nordul provinciei Fars, este numele unuia dintre orașele antice ale Iranului, fosta capitală a Imperiului Persan. Persepolis a fost construit în timpul domniilor lui Darius, Xerxes și Artaxerxes. |
| Orașul ars sau Shahr-e Sukhteh |         | Provincia Sistan and Baluchestan 30°35′38″N 61°19′40″E / 30.59389°N 61.32778°E                                               | Cultural: (ii)(iii)(iv)        | 275 hectarei (680 acri)              | 2014 | Sunt rămășițele unui oraș vechi de 6.000 de ani, care coincide cu epoca de bronz a civilizației Jiroft. Orașul are o suprafață de 280 de hectare și are 5 secțiuni principale, care includ zone rezidențiale, centrale, industriale, monumente și cimitire, care sunt situate pe o serie de dealuri și sunt interconectate. |
| Mausoleul lui Safi-ad-Din |         | Provincia Ardabil 38°14′55″N 48°17′29″E / 38.24861°N 48.29139°E                                                              | Cultural: (i)(ii)(iv)          | 2 hectarei (4,9 acri)                | 2010 | Mormântul șeicului Safi al-Din, numit după faimosul mistic șeic Safi al-Din Ardabil, strămoșul regilor safavizi, a fost construit în anul 1334 de către fiul său, Sadr al-Din Musa. În epoca safavidă, mormântul șeicului a fost decorat cu imagini ale unor mari maeștri ai epocii safavide. Una dintre caracteristicile unice ale acestui complex este că acest mormânt conține zeci de lucrări de artă originale, pe diverse teme. |
| Sistemul hidraulic istoric din Shushtar |         | Provincia Khuzestan 32°01′07″N 48°50′09″E / 32.01861°N 48.83583°E                                                            | Cultural: (i)(ii)(v)           | 240 hectarei (590 acri)              | 2009 | Sistemul de irigație din Shushtar au fost construite în timpul dinastiei Sasanide pentru a folosi energia apei. În acest complex mare, construcția de mori, cascade, canale și tuneluri uriașe de apă numite Sika, constituie un loc de recreere și sunt deosebit de interesante. În jurnalul de călătorie al doamnei Jean Diolafois, celebrul arheolog francez, această zonă este menționată ca fiind cel mai mare complex industrial chiar de dinainte de Revoluția Industrială.                                                            |
| Soltaniyeh |         | Provincia Zanjan36°26′07″N 48°47′48″E / 36.43528°N 48.79667°E                                                                | Cultural: (ii)(iii)(iv)        | 790 hectarei (2.000 acri)            | 2005 | Domul Soltaniyeh este mormântul lui Mohammad Khodabandeh Al-Jaito, care a fost construit în anii 1302-1312 în orașul Soltaniyeh (capitala dinastiei mongole Ilkhanide) și este considerat una dintre cele mai importante lucrări ale arhitecturii iraniene și islamice. Această clădire este renumită în lume în ceea ce privește arhitectura, decorațiunile și măreția. Culoarea cupolei este albastră. Domul are aproximativ 200 de tone și o înălțime de 49 de metri.                                                                      |
| Susa |         | Provincia Khuzestan32°11′22″N 48°15′22″E / 32.18944°N 48.25611°E                                                             | Cultural: (i)(ii)(iii)(iv)     | 350 hectarei (860 acri)              | 2015 | Orașul antic Susa este una dintre cele mai vechi așezări cunoscute din lume. Conform documentelor antice, Susa a fost unul dintre cele mai importante și glorioase orașe antice ale Iranului și ale lumii. Orașul antic Susa a fost odată centrul unei ciocniri a două civilizații importante, fiecare dintre acestea influențând-o pe cealaltă. |
| Complexul istoric al Bazarului din Tabriz |         | Provincia Azerbaidjanul de Est 38°04′53″N 46°17′35″E / 38.08139°N 46.29306°E                                                 | Cultural: (ii)(iii)(iv)        | 29 hectarei (72 acri)                | 2010 | Bazarul din Tabriz este una dintre cele mai mari și mai importante piețe acoperite din Iran și Asia. Cu o suprafață de aproximativ un kilometru pătrat, această piață este cea mai mare piață acoperită din lume, fiind formată din numeroase bazaruri, timcheh-uri (grădini sau spații deschise), hanuri și caravanseraiuri. |
| Takht-e Soleyman (Tronul lui Solomon) |         | Provincia Azerbaidjan de Vest 36°36′14″N 47°14′06″E / 36.60389°N 47.23500°E                                                  | Cultural: (i)(ii)(iii)(iv)(vi) | 10 hectarei (25 acri)                | 2003 | Acest monument este situat în apropiere de satul Takht-e Soleiman din Takab și este de fapt un complex de monumente istorice construite în jurul lacurilor naturale din zonă. În acest loc au fost găsite rămășițe de clădiri din epocile partă, sasanidă și ilkhanidă. Cele mai importante ruine ale acestui complex sunt templul focului și asezările din perioada sasanidă. |
| Chogha Zanbil |         | Provincia Khuzestan 32°05′00″N 48°32′00″E / 32.08333°N 48.53333°E                                                            | Cultural: (iii)(iv)            | —                                    | 1979 | Chogha Zanbil este un vechi altar, care a fost construit în epoca elamită, fiind construită în cca 1250 î.Hr. |
| Grădinile persane |         | În mai multe provincii (Fars, Kerman, Razavi Khorasan, Yazd, Mazandaran și Isfahan)                                          | Cultural: (i)(ii)(iii)(iv)(vi) | 716 hectarei (1.770 acri)            | 2011 | Modelul grădinii persane este caracterizat prin structura și designul său unic. Grădina persană din Pasargadae este considerată a fi rădăcina arhitecturii acestor grădini. Astfel, avem exemplele grădinilor Eram, Chehel Sotoun, Fin, Abbasabad, Bagh-e Shazdeh, Dolatabad , Pahlavanpour, Akbariyeh care au fost înregistrate ca situri de patrimoniu mondial. |
| Calea ferată trans-iraniană |         | Provinciile Mazandaran, Teheran și Khuzestan                                                                                 | Cultural: (ii)(vi)             | 5,784 hectarei (14,29 acri)          | 2021 | Calea ferată națională de 1.400 de kilometri a Iranului este importantă nu numai din punct de vedere al tehnicii și calității construcției, ci și din punct de vedere turistic, având peisaje deosebite și atracții natural,gări, poduri și alte facilități, și chiar și locomotive istorice. |
| Apeductele (qanat) persane |         | Provinciile Razavi Khorasan, Khorasan de Sud, Yazd, Kerman, Markazi și Isfahan 34°17′24″N 58°39′16″E / 34.29000°N 58.65444°E | Cultural: (iii)(iv)            | —                                    | 2016 | Unicitatea acestor apeducte este dată de tehnologiile de construcție, fiecare dintre ele având o anumită caracteristică cum ar fi cel mai adânc, cel mai lung sau cel mai vechi apeduct din Iran. În total, sunt 11 apeducte înregistrate în Patrimoniul UNESCO. |
| Orașul istoric Yazd |         | Yazd, Provincia Yazd 31°53′50″N 54°22′4″E / 31.89722°N 54.36778°E                                                            | Cultural: (iii)(v)             | 195,67 hectarei (483,5 acri)         | 2017 | Arhitectura specială textura și construcțiile din regiunea Yazd sunt unul dintre cele maiclare exemple de arhitectură specifică climatului cald și uscat din lume. În centrul fiecărui cartier al orașului există de obicei băi, bazaruri, rezervoare de apă, moschei, hosseiniye-uri (lăcașuri în care se desfășoară ceremonii șiite), mici ateliere și bazine de apă, multe dintre ele încă bine conservate. Turnurile de vânt (badgir), minaretele și cupolele sunt cele mai proeminente caracteristici vizuale ale arhitecturii orașului. |
| Pădurile mixte hircaniene (de la Marea Caspică) |         | Provinciile Golestan, Mazandaran și Gilan 37°25′17.3″N 55°43′27.4″E / 37.421472°N 55.724278°E                                | Natural: (ix)                  | 129.484,74 hectarei (319.963,8 acri) | 2019 | Pădurea hircaniană se extinde în trei provincii ale Iranului, inclusiv în Provincia Golestan, unde acoperă întreaga zonă de sud și sud-vest, precum și părți din regiunile de est ale câmpiei Gorgan. Este o zonă de păduri luxuriante pe o suprafață de aproximativ 55.000 de kilometri pătrați (21.000 sq mi), învecinată cu țărmurile Mării Caspice din Iran și o parte din Azerbaidjan. Pădurea este numită după regiunea antică Hircania                                                                                                 |
| Piața Naqsh-e Jahan este o piață dreptunghiulară de dimensiuni impresionante din orașul Isfahan, care este înconjurată de clădiri din perioada dinastiei Safavide. Piața Naqsh-e Jahan (harta lumii, în traducere) a fost înființată în forma sa actuală în timpul domniei lui Shah Abbas Safavid. Monumentele istorice din Piața Naqsh-e Jahan includ Palatul Aliqapou, Moscheea Șahului, Moscheea Sheikh Lotfollah și Poarta Qeysariyeh. |         | |                                |                                      |      | |